# Bełczin
Bełczin (bułg. Белчин) – wieś w Bułgarii, w obwodzie sofijskim, w gminie Samokow. Według danych szacunkowych Ujednoliconego Systemu Ewidencji Ludności oraz Usług Administracyjnych dla Ludności, 15 grudnia 2018 roku miejscowość liczyła 360 mieszkańców.

## Muzeum
We wsi znajduje się kompleks muzealny otwarty w 2009 roku. Od 2011 roku kompleks ten jest oddziałem Muzeum Historycznego w Samokowie. W skład kompleksu wchodzi Cerkiew św. Paraskiewy oraz muzeum pod nią, a także twierdza Cari Mali grad na wzgórzu Wniebowstąpienia Pańskiego.

## Osoby związane z miejscowością
- Stojan Buczow (1928–2007) – bułgarski nauczyciel, etnograf, poeta
- Simeon Peszow (1941) – bułgarski inżynier, przedsiębiorca